# Lista de condados dos Estados Unidos que possuem os mesmos nomes que os estados
Esta é uma lista dos condados dos Estados Unidos que possuem os mesmos nomes que os Estados. Dos 3 086 condados, 60 possuem os mesmos nomes de estados norte-americanos. Destes, os que estão em negrito são os que possuem o mesmo nome do estado no qual está localizado.

## Arkansas (1)
- Condado de Arkansas, Arkansas

## Colorado (1)
- Condado de Colorado (Texas)

## Delaware (6)
- Condado de Delaware (Indiana)
- Condado de Delaware (Iowa)
- Condado de Delaware (Nova Iorque)
- Condado de Delaware (Ohio)
- Condado de Delaware (Oklahoma)
- Condado de Delaware (Pensilvânia)

## Havaí (1)
- Condado do Havaí, Havaí

## Indiana (1)
- Condado de Indiana (Pensilvânia)

## Iowa (2)
- Condado de Iowa, Iowa
- Condado de Iowa (Wisconsin)

## Mississippi (2)
- Condado de Mississippi (Arkansas)
- Condado de Mississippi (Missouri)

## Nevada (2)
- Condado de Nevada (Arkansas)
- Condado de Nevada (Califórnia)

## Nova York (1)
- Condado de Nova Iorque, Nova Iorque (Manhattan)

## Ohio (3)
- Condado de Ohio (Indiana)
- Condado de Ohio (Kentucky)
- Condado de Ohio (Virgínia Ocidental)

## Oklahoma (1)
- Condado de Oklahoma, Oklahoma

## Oregon (1)
- Condado de Oregon, Missouri

## Texas (2)
- Condado de Texas (Missouri)
- Condado de Texas (Oklahoma)

## Utah (1)
- Condado de Utah, Utah

## Washington (31)
- Condado de Washington (Alabama)
- Condado de Washington (Arkansas)
- Condado de Washington (Colorado)
- Condado de Washington (Flórida)
- Condado de Washington (Geórgia)
- Condado de Washington (Idaho)
- Condado de Washington (Illinois)
- Condado de Washington (Indiana)
- Condado de Washington (Iowa)
- Condado de Washington (Kansas)
- Condado de Washington (Kentucky)
- Condado de Washington (Maine)
- Condado de Washington (Maryland)
- Condado de Washington (Minnesota)
- Condado de Washington (Mississippi)
- Condado de Washington (Missouri)
- Condado de Washington (Nebraska)
- Condado de Washington (Nova Iorque)
- Condado de Washington (Carolina do Norte)
- Condado de Washington (Ohio)
- Condado de Washington (Oklahoma)
- Condado de Washington (Oregon)
- Condado de Washington (Pensilvânia)
- Condado de Washington (Rhode Island)
- Condado de Washington (Tennessee)
- Condado de Washington (Texas)
- Condado de Washington (Utah)
- Condado de Washington (Vermont)
- Condado de Washington (Virgínia)
- Condado de Washington (Wisconsin)
- Paróquia de Washington (Luisiana)

## Wyoming (3)
- Condado de Wyoming (Nova Iorque)
- Condado de Wyoming (Pensilvânia)
- Condado de Wyoming (Virgínia Ocidental)

## Outros casos
- Condado de Dakota (Minnesota)
- Condado de Dakota (Nebraska)
- Condado de Hampshire (Massachusetts)
- Condado de Hampshire (Virgínia Ocidental)
- Condado de Jersey (Illinois)